# Борисовка (городской округ Подольск)
Борисовка — деревня в Подольском районе Московской области России. Входит в состав сельского поселения Стрелковское (до середины 2000-х — Стрелковский сельский округ).

## Население
Согласно Всероссийской переписи, в 2002 году в деревне проживало 10 человек (5 мужчин и 5 женщин). По данным на 2005 год в деревне проживало 9 человек.

## Расположение
Деревня Борисовка расположена около Симферопольского шоссе примерно в 6 км к северо-востоку от центра города Подольска. Ближайшие населённые пункты — посёлок Быково и деревня Ордынцы.

## Улицы

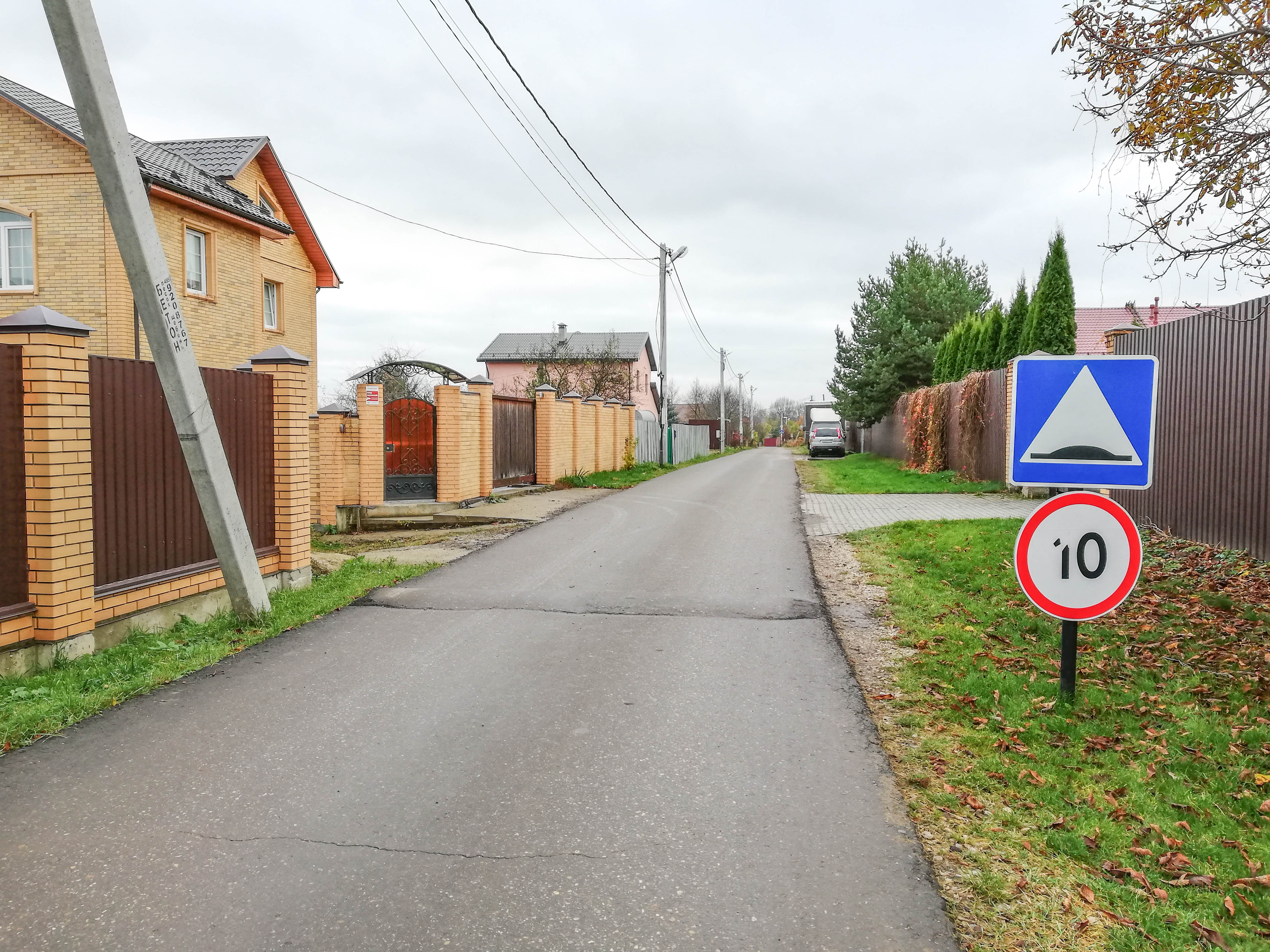
Одна из улиц в деревне Борисовка

В деревне Борисовка расположены следующие улицы и территории:
- Новая улица
- Овражная улица
- Пушкинская улица
- Территория СНП Белая Астра
- Территория СНТ Астра
- Территория СНТ Бауманец
- Территория СНТ Биофизика
- Территория СНТ Большевичка
- Территория СНТ Борисовка
- Территория СНТ Дружба
- Территория СНТ Ленинское знамя
- Территория СНТ Любитель
- Территория СНТ ООО дизайн-студия Маренго
- Территория СНТ Щербинка завода СВАРЗ
- Садовая улица
- Территория ТСЖ Борисовка
- Хуторский переулок
- Центральная улица